# Inundaciones en San Petersburgo
Las inundaciones en San Petersburgo se dan a diferentes factores, principalmente el desbordamiento de los ríos cercanos como: río Neva, río Delta y la parte oriental de la Bahía Neva. Estos desbordamientos se derivan de fenómenos meteorológicos como ciclones en el Mar Báltico, aunados a una corriente de aire del oeste, provocando la formación de una lenta onda Kelvin, que crece y se mueve en dirección del muelle del Neva, donde se combina con el flujo natural del río Neva, provocando un crecimiento en el nivel de la Bahía Neva debido a que el terreno del fondo de ésta es llano y que el Golfo de Finlandia se vuelve angosto cerca del río Delta.
Al inicio del siglo XVIII, el área central de la ciudad sufrió una inundación que creció entre los 13 y 15 dm. Sin embargo, los territorios que se encuentran en mayor peligro de inundación, son los que se ubican cerca del río y la Bahía Neva. Para prevenir desastres mayores por la inundaciones, se han construido varios terraplenes y caminos pavimentados. Actualmente, una inundación es considerada como tal, solo en caso de que el nivel del agua supere por 16 dm la marca localizada en el Instituto Gorny. Inundaciones debajo de 21 dm son consideradas peligrosas, entre 21 y 30 dm son consideradas especialmente peligrosas y superiores a los 30 dm de agua se consideran catastróficas.
En 1979 se inició la construcción de una presa ( El Complejo Penitenciario de Prevención de Inundaciones de Leningrado), pero fue interrumpido en la década de 1990, sin embargo, el actual presidente de Rusia se ha propuesto terminar la construcción de este complejo para el 2008.
Dentro de la inundaciones más recordadas por la población de San Petersburgo sobresale la que ocurrió entre el 7 y el 19 de noviembre de 1824; en 1924: 23 de septiembre, con 38 dm), 1777: 10 a 21 de septiembre, 321 cm); 1955 (5 de octubre, 293 cm), 1975: 29 de septiembre, 281 cm) donde el agua subió 421 centímetros arriba de lo normal. De 1703 al 2007 han ocurrido más de 305 inundaciones con más de 16 dm de agua y cerca de 200 de las mismas con un nivel del agua superior a los 21 dm . En algunos años han ocurrido varias inundaciones (en 1752 fueron 5), sin embargo, también existen periodos de calma como el que ocurrió entre 1729 y 1732 y entre 1744 y 1752.
La inundación más reciente, la 305 ocurrió el 19 de enero del 2007 1. La altura del agua alcanzó los 171 centímetros.